# Pour une critique-fiction
 (juin 2012).
Si vous disposez d'ouvrages ou d'articles de référence ou si vous connaissez des sites web de qualité traitant du thème abordé ici, merci de compléter l'article en donnant les références utiles à sa vérifiabilité et en les liant à la section « Notes et références ».
Pour une critique fiction est un ouvrage de Michel Mardore, publié aux Éditions du Cerf en 1973, dans la collection « 7ème art », célèbre pour ses livres à destination des amateurs de cinéma, signés Henri Agel, André Bazin, François Porcile, Gérard Lenne, Noël Simsolo et Jean Collet.
Pour une critique fiction est un essai. Il recoupe (dans l'analyse des films et des cinéastes) la préoccupation essentielle des romans ou des films de Michel Mardore : le refus des conventions, des idées reçues, la défiance à l'égard des apparences.
Ce livre d'un auteur atypique et reconnu postule que la critique doit être créatrice, ce qui ne veut pas dire trahir le film, mais aller au-delà de la lettre du film, cesser de paraphraser.
Pour la première fois, ici, toute l'œuvre d'Orson Welles est interprétée à partir de sa vie privée.
Pour la première fois, le film de Francesco Rosi Salvatore Giuliano permet une longue approche, non-polémique, du film politique.
Enfin, pour la première fois, des schémas de science-fiction sont appliqués à des films « normaux », pour mieux saisir leur rapport à la civilisation.

## Citation
« L'activité critique, même délirante parfois, est imprégnée de réel, comme la création digne de ce nom »

— Michel Mardore, Une semaine de Paris - Pariscop n°309, 27 mars 1974

## Critiques
« Michel Mardore nous livre 150 pages de réflexions aussi fines que percutantes sur les divers aspects du métier du cinéma. L'auteur est d'autant plus habilité à cet exercice de style et de pensée, qu'ancien critique, il est devenu cinéaste lui-même »
Eric Leguèbe, Le Parisien libéré, 23 janvier 1974
« Cet ouvrage va finalement plus loin qu'on le pense. Le problème qu'il approche n'est pas autre que celui-ci: les rapports entre la création et la civilisation. Ce en quoi il n'est pas destiné aux seuls cinéphiles, mais à tous ceux qui veulent aller au-delà de la lettre formelle d'une œuvre d'art, quelle qu'elle soit ». Didier Decoin, les Nouvelles littéraires n°2424, 11 mars 1974.
« Sur des schémas qui empruntent aussi bien au marxisme qu'à la psychanalyse où à la science fiction, l'ensemble constitue un essai qui balaie les conventions et fouette l'esprit. Très excitant. » Michel Grisolia, Le Nouvel Observateur n°487, 11 mars 1974.